# Рон Спрінгетт
Рон Спрінгетт (англ. Ron Springett, нар. 22 липня 1935, Лондон — 12 вересня 2015) — англійський футболіст, воротар. Чемпіон світу 1966 року.

## Клубна кар'єра
У дорослому футболі дебютував виступами за команду клубу «Квінс Парк Рейнджерс».
Своєю грою за цю команду привернув увагу представників тренерського штабу клубу «Шеффілд Венсдей», до складу якого приєднався 1958 року. Відіграв за команду з Шеффілда наступні дев'ять сезонів своєї ігрової кар'єри. Більшість часу, проведеного у складі «Шеффілд Венсдей», був основним голкіпером команди.
Завершив професійну ігрову кар'єру у клубі «Квінс Парк Рейнджерс», у складі якого вже виступав раніше. Рон прийшов до команди 1967 року і захищав її кольори до припинення виступів на професійному рівні у 1968 році.

## Виступи за збірну
1959 року дебютував в офіційних матчах у складі національної збірної Англії. Протягом кар'єри у національній команді, яка тривала 8 років, провів у формі головної команди країни 33 матчі, пропустивши 48 голів.
У складі збірної був учасником чемпіонату світу 1962 року у Чилі та чемпіонату світу 1966 року в Англії, здобувши того року титул чемпіона світу.

## Титули і досягнення
- Чемпіон світу: 1966